# Arrondissement de Prüm
L'arrondissement de Prum est une ancienne subdivision administrative française du département de la Sarre créée le 17 février 1800 et supprimée le 11 avril 1814.

## Composition
Il comprenait les cantons de Blankenheim, Daun, Gerolstein, Kyllburg, Lissendorf, Manderscheid, Prüm, Reifferscheid et Schönberg (Saint-Vith).

## Liens
« L'almanach impérial pour l'année 1810 - Chapitre X : Organisation administrative »